# Wagner (Wisconsin)
Wagner – miasto w Stanach Zjednoczonych, w stanie Wisconsin, w hrabstwie Marinette.